# (69263) Big Ben
(69263) Big Ben est un astéroïde de la ceinture principale.

## Description
(69263) Big Ben est un astéroïde de la ceinture principale. Il fut découvert par Eric Walter Elst le 29 janvier 1987 à l'ESO. Il présente une orbite caractérisée par un demi-grand axe de 2,3 UA, une excentricité de 0,18 et une inclinaison de 1,99° par rapport à l'écliptique.
Il fut nommé en référence à Big Ben, célèbre horloge londonienne de Westminster, qui a célébré son 150e anniversaire en 2009.

## Compléments